# Mercanton Heights
Die Mercanton Heights sind ein Gebirge mit an der Loubet-Küste des Grahamlands im Norden der Antarktischen Halbinsel. Im südwestlichen Teil der Arrowsmith-Halbinsel ragt es zwischen dem Bigourdan-Fjord und dem Nye-Gletscher auf.
Der Falkland Islands Dependencies Survey nahm eine grobe Kartierung anhand von Vermessungen und Luftaufnahmen aus den Jahren zwischen 1948 und 1959 vor. Das UK Antarctic Place-Names Committee benannte das Gebirge 1960 nach dem Schweizer Glaziologen Paul-Louis Mercanton (1876–1963), langjähriger Sekretär der International Commission on Snow and Ice.